# Grupo Desportivo Recreativo e Cultural Celtic da Praia
O Celtic Futebol Clube é um clube multiesportivo de Achadinha de Baixo, na ilha de Santiago, em Cabo Verde.

## História
Fundado em 1 de julho de 1972, é filial do clube escocês Celtic. O clube comemorou o seu 25° aniversário em 1997.
O Celtic Praia terminou na oitava posição na temporada de 2016-17 com exatos 26 pontos e seis vitórias. Em março de 2019, o Celtic Praia venceu o seu único título regional, assim participando do campeonato nacional em abril e maio.

## Uniforme
As cores do equipamento principal são branco e verde com detalhes verdes e brancos tanto no uniforme titular como no uniforme alternativo.

## Estádio

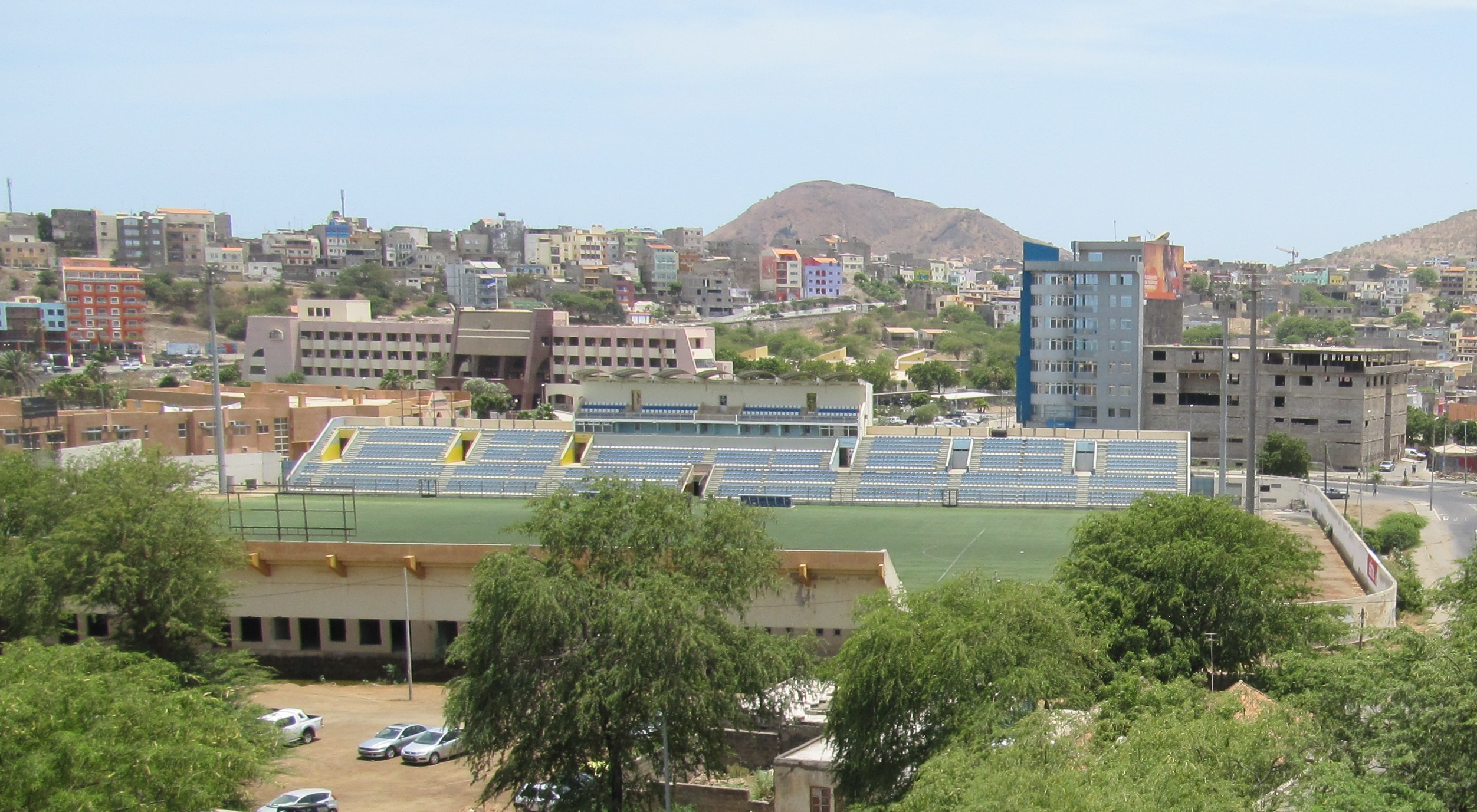
Estádio da Várzea

O jogos acontecem no Estádio da Várzea, que tem capacidade para oito mil espectadores.  Outros clubes populares jogam no estádio, tais como: Sporting Praia, Boavista FC, CD Travadores, Académica da Praia, Vitória e Desportivo.

## Títulos
- Primeira Divisão de Santiago Sul: 2018-19

2018-19
- Super Taça de Santiago Sul: 2019

2019

## Futebol

### Classificações
| Temporada | Div  | Pos | Pts    | J  | V  | E | D  | G.M. | G.S. | Diff. |
| 2000      | 2F1A | 1   | 12 pts | 4  | 4  | 0 | 0  | -    | -    | -     |
| 2000      | 2F2A | 2   | 0 pts  | 1  | 0  | 0 | 1  | -    | -    | -     |
| 2013-14   | 2    | 8   | 16 pts | 18 | 4  | 4 | 10 | 13   | 28   | -15   |
| 2014-15   | 2    | 4   | 27 pts | 18 | 7  | 6 | 5  | 22   | 17   | +5    |
| 2015-16   | 2    | 6   | 38 pts | 22 | 11 | 5 | 6  | 26   | 15   | +11   |
| 2017-18   | 2    | 3   | 45 pts | 22 | 14 | 3 | 5  | 36   | 17   | +19   |
| 2018-19   | 2    | 1   | 55 pts | 22 | 17 | 4 | 1  | 45   | 13   | +20   |

## Estatísticas
- Melhor posição: Fase de grupos (nacional)
- Melhor posição na taça: 1.ª (regional)
- Mais jogos jogados na temporada: 22 (regional), uma temporada
- Maior número de pontos na temporada: 55, em 2019
- Maior número de vitórias na temporada: 17, em 2019
- Maior número de gols na temporada: 45, em 2019
- Melhor temporada: 2019 (17 vitórias, 4 derrotas, 55 pontos)

Outros:
- Apresentadas na Taça de GAFT: Um, em 2018